# Яковлев, Алексей Николаевич
Яковлев Алексей Николаевич- российский учёный-физик, ректор КузГТУ.

## Биография
Родился 25 апреля 1971 года в Семипалатинске. Окончил школу в Семипалатинске. С 1988 по 1993 годы обучался в Томском политехническом институте. 16 июня 2021 года избран ректором Кузбасского государственного технического университета . Окончил ТПУ. В 2002 г. защитил кандидатскую диссертацию по специальности «Физика конденсированного состояния» - кандидат физико-математических наук. В 2023 г. защитил докторскую диссертацию по специальностям: «Теплофизика и теоретическая теплотехника» и «Физика конденсированного состояния» .
Сферы научных интересов — материаловедение, физика конденсированного состояния, источники света и световые приборы, светотехника, агробиофотоника.
С 2007 по 2021 проректор Томского политехнического университета.
А.Н. Яковлев принял участие в ряде проектов Федеральной космической программы «Международная космическая станция —
Он инициировал разработку, изготовление и запуск в открытый космос первого российского наноспутника.
Под руководством Яковлева при Томском политехническом институте построили и запустили научно-исследовательский полигон «Smart-теплица»,  разработку и серийное производство локальных станций водоочистки.